# 本渓水洞

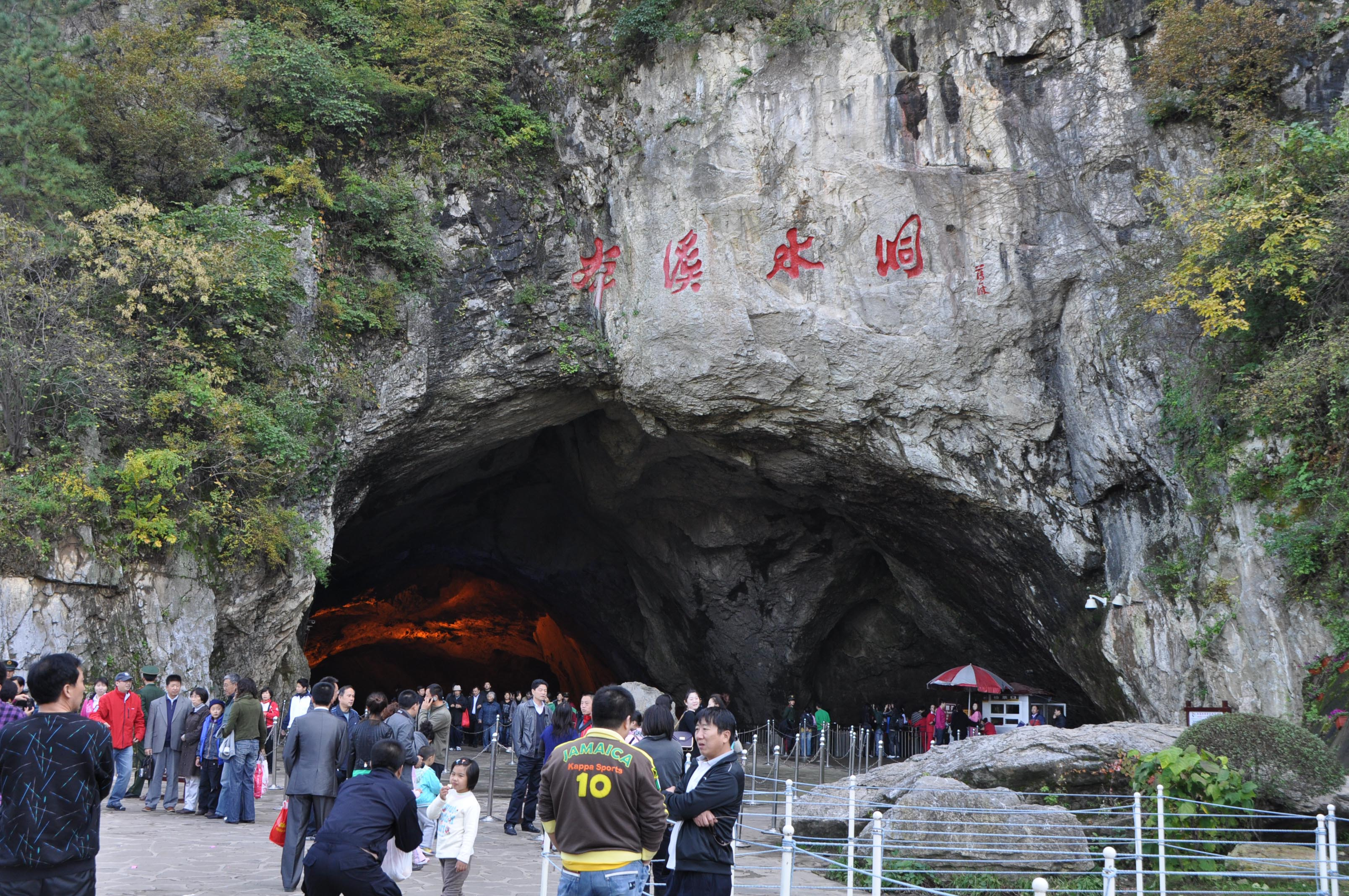
本渓水洞への入り口（10月）

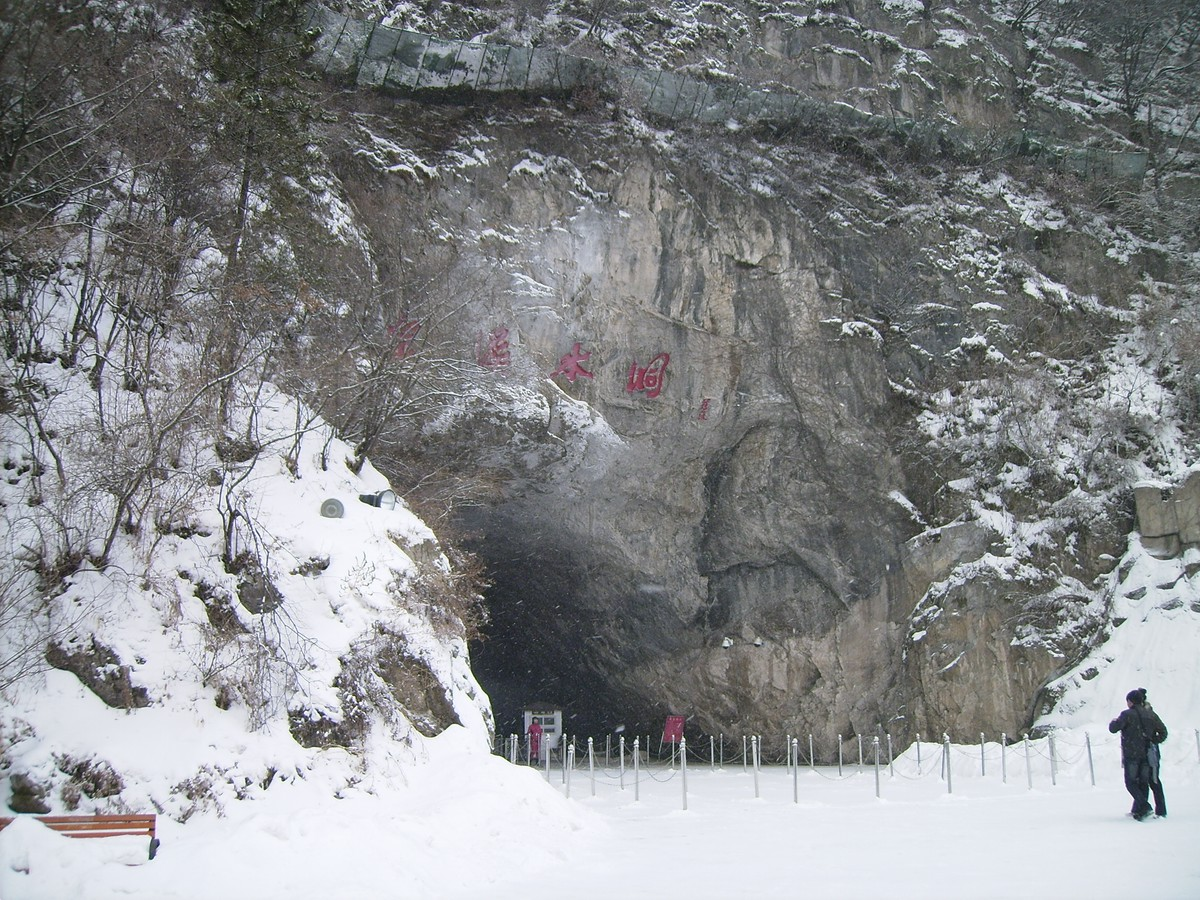
本渓水洞への入り口（2月）

本渓水洞（ほんけいすいどう）は、中華人民共和国遼寧省本渓市本渓満族自治県にある鍾乳洞で、内部のほぼ全体が池になっていて電動船で見て回るようになっているので「水洞」と呼ばれている。
鍾乳洞の長さは2800メートルである。中華人民共和国国家重点風景名勝区（1994年認定）、中国の観光地等級AAAAA（2015年認定）の一つである。
1982年に観光地としての開発が大々的に始まり、1994年に国家重点風景名勝区に指定されている。

## ギャラリー

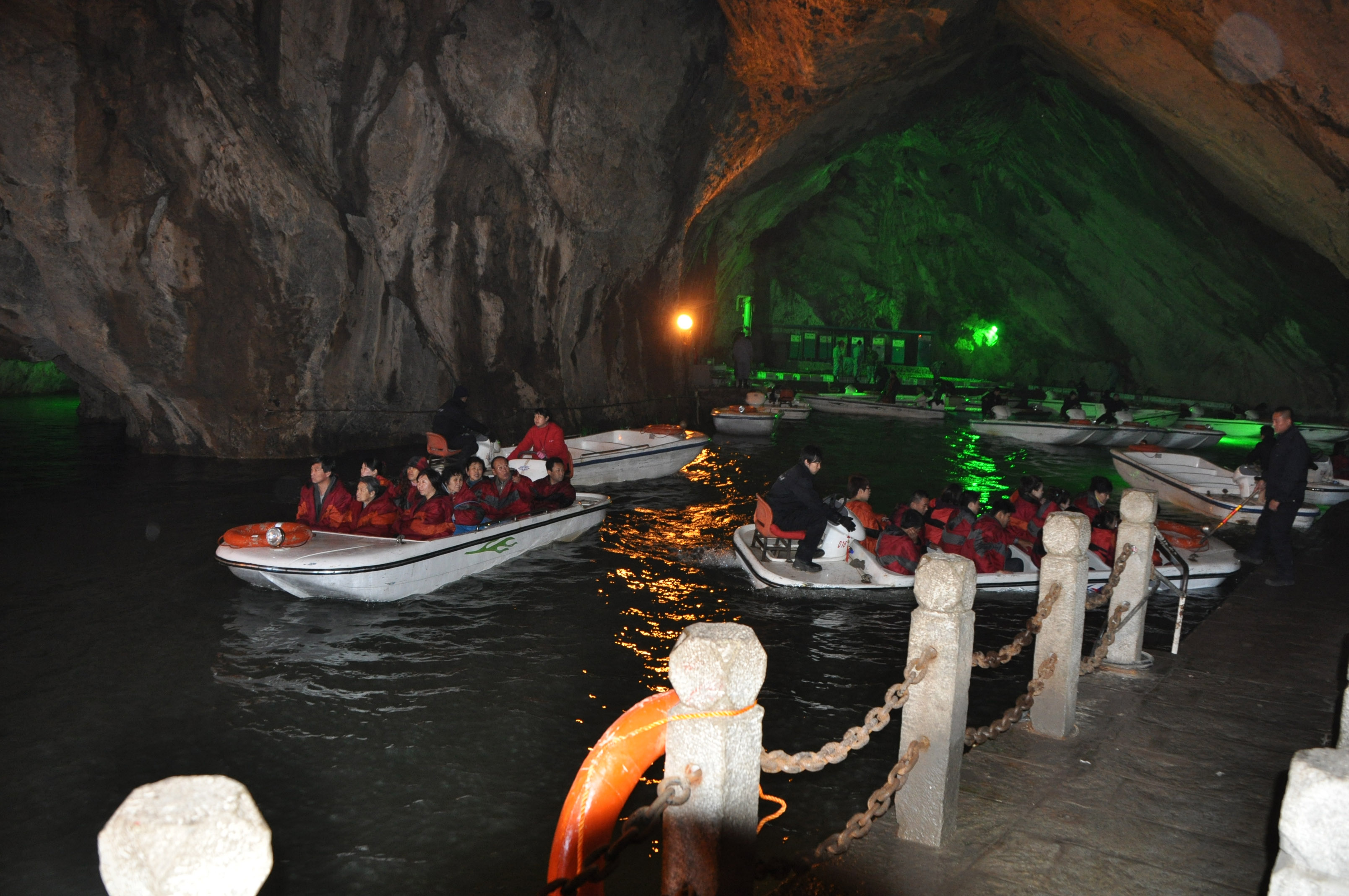
洞窟内を船に乗って見学